# Cetatea Veche
Cetatea Veche – wieś w Rumunii, w okręgu Călărași, w gminie Spanțov. W 2011 roku liczyła 868 mieszkańców.